# Национальная гвардия Франции
Национа́льная гва́рдия Фра́нции (фр. Garde Nationale) — род милиции (ополчения), существовавшей в 1789—1827 и 1830—1872 годах во Франции.
Первоначально возникла в Париже так называемая парижская национальная гвардия из граждан коммун (представителей французского народа). Создана Учредительным собранием Франции в 1789 году для наведения и охраны внутреннего порядка и спокойствия на улицах Парижа во время революции.

## История
1789—1827

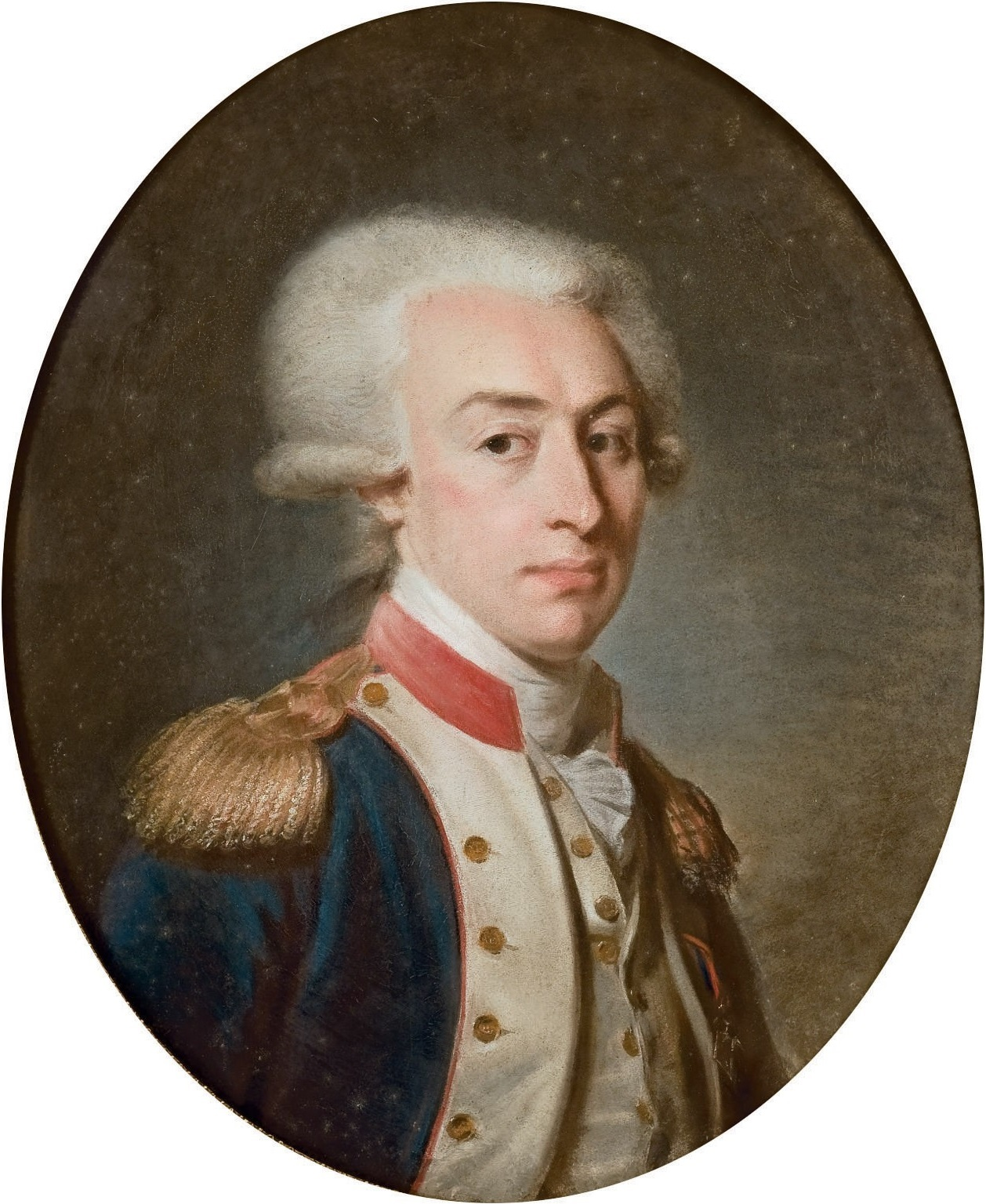
Жильбер Лафайет. Командующий Национальной гвардии.

Первым командиром национальных гвардейцев стал ветеран американской революции маркиз Лафайет, он же и был инициатором и организатором создания Национальной гвардии.
В 1790 году Национальная гвардия введена во всех городах Франции. Все граждане Парижа, а позднее и Франции, которые изъявили желание, были вооружены и несли службу под началом офицеров, которых и избирали на командование. В короткое время численность Национальной гвардии Франции достигла 300 000 человек. Национальным гвардейцам назначалось жалованье от нового строя.
В 1793 году дружины Национальной гвардии принимали участие в подавлении восстания монархистов в Вандее.
В 1795 году Национальная гвардия приняла участие в возмущении 13 вандемьера против Конвента и после этого была подчинена главнокомандующему внутренними войсками Франции.
В августе 1797 года Национальная гвардия опять получила прежнюю организацию. Наполеон, придя к власти, взял в свои руки назначение офицеров Национальной гвардии и значительную часть её состава перевёл в регулярную армию. К военным действиям при Наполеоне привлекалась редко, но храбро сражалась в 1809 и в 1814 годах.
1830—1872

Между тем, все громче и ближе слышались барабаны. Уж с утра, по всем улицам раздавался тот особенный троекратный бой — le rappel (Сбор) — тот бой, которым созывалась Национальная гвардия. И вот, медленно волнуясь и вытягиваясь, как длинный, чёрный червяк, показалась, с левой же стороны бульвара, шагах в двухстах от баррикады, колонна гражданского войска; тонкими, лучистыми иглами сверкали над нею штыки, несколько офицеров ехали верхом в её голове. Колонна достигла противоположной стороны бульвара и, заняв его сплошь, повернулась фронтом к баррикаде, и остановилась, беспрестанно нарастая сзади и все более и более густея. — И. С. Тургенев Наши послали (Эпизод из истории июньских дней 1848 г., в Париже)

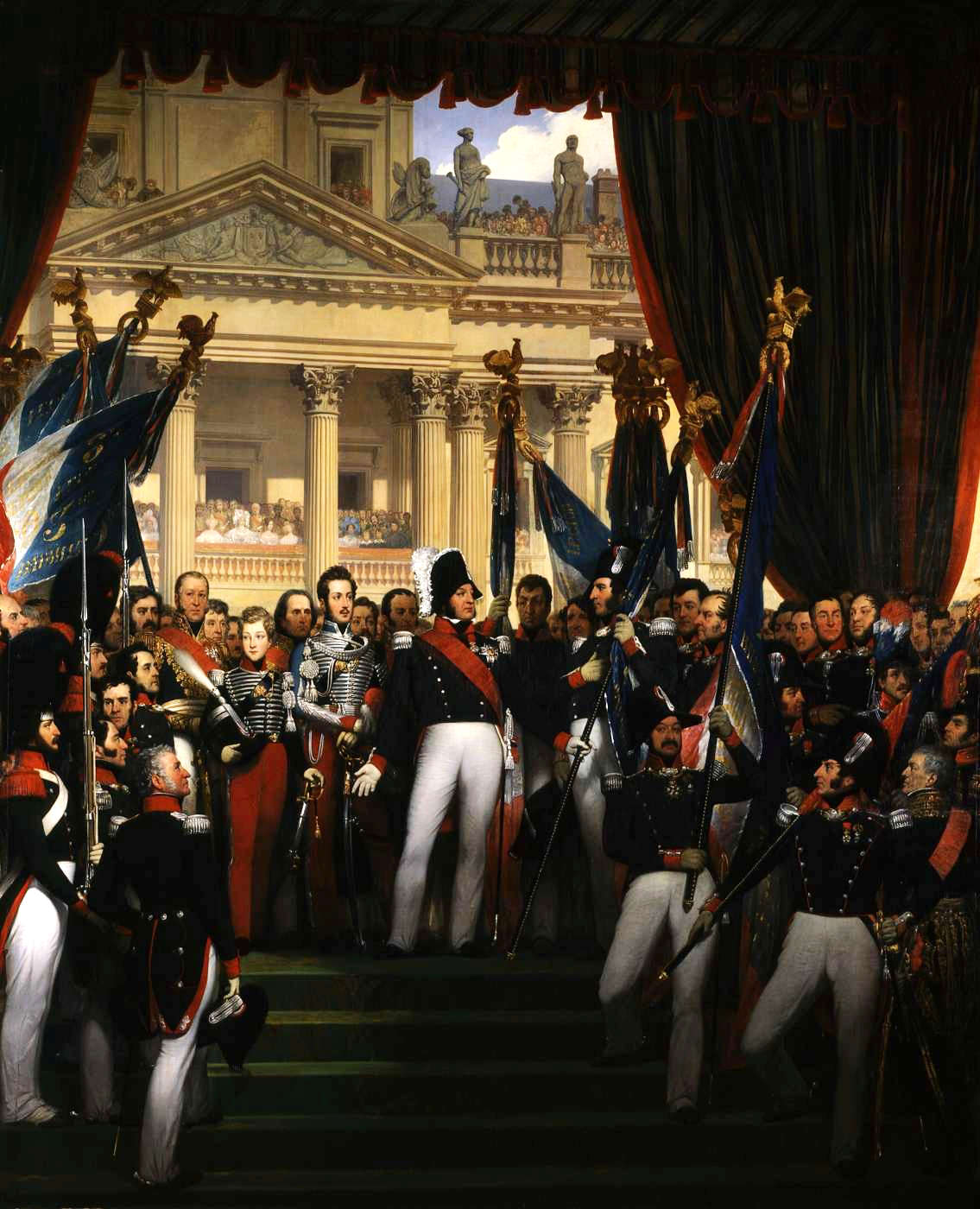
Национальная гвардия, Париж, 1830 год (картина 1834 года).

Французским законом от 1868 года на Национальную гвардию в военное время была возложена обязанность обороны укреплённых мест, берегов и границ государства.
Уставом о воинской повинности Франции, от 27 июля 1872 года, Национальная гвардия была распущена и прекратила своё существование.
Впоследствии «национальной гвардией» стали называть различные вооруженные организации в других государствах.

### С 2016
В июле 2016 года, после серии терактов, совершённых организацией Исламское государство, президент Франции Франсуа Олланд принял решение о создании Национальной гвардии, состоящей из резервистов и добровольцев. Она была официально создана в октябре 2016 года.
Национальная гвардия объединяет оперативных резервистов армии, полиции и жандармерии общим числом 72 000 человек в 2017 году. Каждый из резервистов сохраняет свой собственный статус: первые подчинены Министерству обороны, остальные — Министерству внутренних дел. На 2017 год бюджет Национальной гвардии должен составиить 311 миллионов евро. Призыв добровольцев в Национальную гвардию вызвал достаточно большой отклик в конце 2016 года среди молодёжи, мотивированной на борьбу с терроризмом.